# Гжибяни
Гжибяни (пол. Grzybiany, нім. Greibnig) — село в Польщі, у гміні Куниці Легницького повіту Нижньосілезького воєводства.
Населення — 773 особи (2011).
У 1975-1998 роках село належало до Легницького воєводства.

## Демографія
Демографічна структура станом на 31 березня 2011 року:
|          | Загалом | Допрацездатний вік | Працездатний вік | Постпрацездатний вік |
| -------- | ------- | ------------------ | ---------------- | -------------------- |
| Чоловіки | 401     | 84                 | 293              | 24                   |
| Жінки    | 372     | 63                 | 247              | 62                   |
| Разом    | 773     | 147                | 540              | 86                   |